# 三重県立宮川高等学校
三重県立宮川高等学校（みえけんりつ みやがわこうとうがっこう）は、かつて三重県多気郡大台町上三瀬に所在した公立の高等学校。通称は宮高。
三重県立相可高等学校との学校統合により、2009年度（2010年3月31日付）を最後に生徒募集を停止、2011年度（2012年3月31日付）をもって閉校となった。
その後校舎は全て取り壊され、現在の跡地に大台厚生病院が2015年4月1日に移転・開院されている。

## 設置学科
- 普通科
  - 普通コース
  - 情報ビジネスコース

## 所在地
- 〒519-2403 三重県多気郡大台町上三瀬663

## 沿革
- 1948年（昭和23年）
  - 7月 - 学校組合立高等学校設置認可（定時制普通・農業・家庭）
  - 9月 - 開校
- 1949年（昭和24年）7月 - 三重県宮川高等学校となる
- 1955年（昭和30年）4月 - 三重県立宮川高等学校と改称される。また同月、昼間定時制を廃し全日制課程設置
- 1958年（昭和33年）3月 - 夜間定時制を廃止、完全に全日制に移行
- 1962年（昭和37年）11月 - 校歌制定
- 2010年（平成22年）4月 - 三重県立相可高等学校と統合のため、生徒募集停止
- 2012年（平成24年）3月31日 - 閉校。

## 学校行事
- 入学式
- 新入生研修（1年）
- 遠足
- 体育祭
- クラスマッチ
- 宮高レガッタ（9月）
- 文化祭（宮高祭）
- 修学旅行（2年）
- 卒業式

## 生徒会活動・部活動など

### 部活動

#### 運動系
- ボート部
- 硬式野球部
- 陸上競技部
- 卓球部
- バドミントン部
- バレーボール部
- 弓道部
- ソフトテニス部

#### 文化系
- JRC部
- 新聞部
- 美術部
- 写真部
- 生物部
- 家庭部
- コンピュータ部
- 華道部
- 茶道部

## 著名な出身者
- 村田みどり　陸上部　炎のランナー KBC